# Малый Иргиз
Малый Иргиз — река на северо-востоке Саратовской области, левый приток Волги, впадает в Саратовское водохранилище, образуя залив. Длина реки — 235 км, площадь бассейна — 3900 км². Притоки: Казат Нижний, Стерех, Кулечиха, Красная, Чернава, Сухой Иргиз. Река и притоки берут начало на западных склонах Каменного Сырта. Питание снеговое, средний расход в устье около 6,4 м³/сек. Летом выше села Селезниха река пересыхает, зимой перемерзает (бессточный период до 305 суток). Ледостав с ноября по апрель.

## Населённые пункты на Малом Иргизе
- Исток Малого Иргиза на территории границы Пестравского и Хворостянского районов Самарской области, по которой он протекает около 5 км, населённых пунктов нет.
- Ивантеевский район Саратовской области: сёла Николаевка, Бартеневка, Ивантеевка, Арбузовка, Раевка
  - Бассейн левого притока Сухой Иргиз: посёлок Знаменский
  - Бассейн левого притока Чернава: сёла Чернава, Щигры, Ивановка
- Пугачёвский район Саратовской области: сёла Дороговиновка, Подшибаловка, Надеждинка, Селезниха
- Духовницкий район Саратовской области: Новозахаркино
  - Бассейн правого притока Стерех: сёла Липовка, Озерки, Росляково, Горяиновка, Софьинка

## Данные водного реестра
По данным государственного водного реестра России относится Нижневолжскому бассейновому округу.
Код объекта в государственном водном реестре — 11010001412112100009379.